# Капетинги

Герб Капетингів

Капетинги (фр. Capétiens) — франкська династія французьких королів, представники якої правили з 987 по 1328. У історії французької держави — третя за рахунком династія після Меровингів і Каролінгів. Першим королем династії був паризький граф Гуго Капет, якого королівські васали вибрали королем після смерті бездітного Людовика V. Від його прізвиська «Капет», точне значення якого втрачене, династія і отримала своє ім'я. 
Сином Гуго Капета був король Франції Роберт II Побожний, а онуком Генріх I , дружина якого - донька Великого князя Київського Ярослава Мудрого Анна вважається однією з родоначальниць династії Капетингів та похідних від неї: Валуа, Бурбонів, Анжу та інших.
Останнім представником прямої гілки Капетингів на французькому троні став Карл IV. Потім до влади прийшла династія Валуа, що є молодшою гілкою сімейства Капетингів. А після припинення Ангулемської лінії династії Валуа, до влади прийшла інша гілка дому Капетингів — Бурбони.
Два нинішні претенденти на трон Франції, також є прямими нащадками Гуго Капета: від легітимістів — представник іспанської гілки Бурбонів, від орлеаністів — представник Орлеанської.
Король Іспанії Філіп VI  та великий герцог Люксембургу Анрі належать до Капетингів.

## Генеалогія Капетингів
- Гуго Капет
  -  Роберт II
    - Генріх I + Анна Ярославна
      - Філіп I
        -  Людовик VI
          - Людовик VII
            -  Філіпп II Август
              -  Людовик VIII
                - Людовик IX Святий
                  - Філіп III
                    - Філіпп IV
                    -  Династія Валуа
                    -   Династія Д'Евре

                  -   Династія Бурбон

                -  Династія Д'Артуа
                -   Династія Анжу

          -  Династія Дре
          -   Династія Кунтене

      -   Династія Вермандуа

    -   Бургундський дім

## Королі з династії Капетингів
- 3 Латинські імператори (1216–1217, 1219–1261)

- 36 Королів Франції (987–1792, 1814–1815, 1815–1848)

- 9 Королів Португалії (1139–1383)

- 11 Королів і Королев Неаполя (1266–1442, 1700–1707, 1735–1806)

- 4 Короля Сицилії (1266–1282, 1700–1713, 1735–1815)

- 4 Короля Двох Сицилій (1815–1860)

- 2 Короля Албанії (1272–1285, 1285–1294)

- 16 Королів і Королев Наварри (1305–1441, 1572–1792)

- 4 Королі і Королеви Польщі, Королі Русі, Великі князі Руські (1370–1399, 1573–1574, 1697)

- 4 Короля і Королеви Угорщини, Королі Галичини і Волині (1310–1386)

- 11 Королів і Королев Іспанії (1700–1808, 1813–1868, 1874–1931, 1975–present)

- 2 Короля Етрурії (1801–1807)

- 2 Великі князі Люксембургу (1964 – present)

- 21 Герцогів і Герцогинь Бургундії (956–1002, 1026–1361, 1363–1482)

- 6 Князів і Княгинь Люксембургу (1412–1415, 1419–1482, 1700–1713)

## Правителі в Україні з династії Капетингів
- Карл I Роберт — король Угорщини, король Галичини та Володимирії (1310—1342).
- Людовик І Анжуйський — король Угорщини, король Галичини та Володимирії (1342—1382); Король Польщі, Володар і Спадкоємець Русі (1370—1382).
- Марія Анжуйська — королева Угорщини, королева Галичини та Володимирії, Володар і Спадкоємець Русі (1382—1385, 1386—1395).
- Карл II — король Угорщини, король Галичини та Володимирії (1385—1386).
- Ядвіга Анжуйська — королева Польщі (1384—1399); Володар і Спадкоємець Русі (1387—1399).
- Генріх Валуа — Король Речі Посполитої, Великий князь Литовський, Великий князь Руський, Київський, Волинський та Подільський (1573—1574).
- Франсуа Луї Бурбон-Конті — Король Польщі, Великий князь Литовський, Великий князь Руський, Київський, Волинський, Подільський, Смоленський, Сіверський і Чернігівський (1697)

## Історія
Найстаршими серед живих нині Капетингів є іспанські Бурбони (лінія герцогів Кадиських). Також нижче приведені дати згасання окремих гілок (за чоловічою статтю, відповідно до «салічного закону»).
Капетинги (†1328)
- Валуа, старша гілка (†1498)[2]
  - Валуа-Орлеан (старший Орлеанський дім) (†1515)[3]
    - Валуа-Ангулем (†1588)[4]

  - Валуа-Анжу (молодший Анжуйський дім) (†1481)
  - Валуа-Бургундія (молодший Бургундський дім) (†1477)
    - Валуа-Бургундія-Брабант (†1430)
    - Валуа-Бургундія-Невер (†1491)

  - Валуа-Алансон (молодші Валуа) (†1525)
- Евре (Наваррський дім) (†1425)
- Бурбони, старша гілка (†1503)
  - Бурбон-Монпансьє (†1527)
  - Бурбон-Вандоми (Бурбон-ла Марш, потім Бурбони, молодша гілка, королівська династія) (†1883)[5]
    - Іспанські Бурбони, старша гілка (†1833)[6]
      - Бурбон-Моліна (†1936)[7]
      - Бурбон-Кадис[8]
        - Бурбон-Барселона[9]

      - Бурбон-Севілья (Бурбон-Кастельві)[10]
        - Бурбон-Санта-Єлена[10]

      - Бурбони Двох Сіцилій[11]
        - Бурбон-Роккаджульєльма (†1968)[12]

      - Бурбон-Браганса (†1979)
      - Бурбон-Парма
        - Бурбон-Парма-Люксембург (Бурбон-Нассау)[13]

      - Бурбон-Віллабріга (†1823)[12]

    - Орлеанський дім Бурбонів (Орлеани, молодший Орлеанський дім), старша гілка (†1926)[14]
      - Орлеани (молодша гілка)[15]
      - Орлеан-Браганса[16]
      - Бурбон-Галлієра

    - Бурбон-Конде (†1830)
      - Бурбон-Конті (†1814)
      - Бурбон-Суассон (†1641)

    - Бурбон-Монпансьє (принци Ла-Рош-сюр-Йон) (†1608)

  - Бурбон-Каренсі (†1520)
    - Бурбон-Дуіссан (†1530)

  - Бурбон-Прео (†XV ст).
- Дім Артуа (†1472)
- Анжуйський дім Капетингів (старший Анжуйський дім) (†1309)
  - Угорський дім Капетингів (†1382)[17]
  - Неаполітанські Капетинги (Анжу-Неаполь) (†1343)
  - Анжу-Тарент (†1374)
  - Анжу-Дураццо (†1348)
    - Анжу-Гравіна (†1414)
- Дім Дре (старша гілка, графи Дре) (†1345)
  - Дім де Бо (†1398)
    - Де Боссар (†1498)
      - Дю Фресне (†1540)
      - Моренвілль (†1590)

  - Дім Дре молодшої гілки (Бретонський дім) (†1341)
    - Дре-Монфор (†1488)

  - Дре-Машекуль (†1434)
- Дім Куртене (†1283)
  - Куртене-Шампіньоль (†1472)
    - Куртене-Блено (†1655)
      - Куртене-Блено-ла Фер (†1562)
        - Куртене-Шевильон (†1733)[18]
        - Куртене-ла Вілле (†1578)

      - Куртене-д'Аррабле (†1540)

    - Куртене-ла Фер (†1438)
    - Куртене-Тонле (†1384)
- Дім Вермандуа (†середина XIII ст).
- Бургундські Капетинги (Старший Бургундський дім) (†1361)
  - Дім Монтегю (Монтекют) (†1471)
  - В'єннський дім (дім Дофінне) (†1270)
  - Бургундський дім Португалії (†1383) — королі Португалії
    - Авіський дім (†1580) — королі Португалії
      - Браганський дім (†1859) — королі Португалії

Крім того існували і інші гілки Капетингів — бастарди, що не мали спадкових прав на трон, проте поповнили ряди французької знаті.
- Від Валуа-Орлеанів:
  - Від герцога Луї І Орлеанського — гілка Орлеан-Лонгвіль (†1694).
- Від Валуа-Ангулемів:
  - Від Генріха II та Ніколь Савіньї — гілка Валуа-Сан-Ремі (†XVIII ст.).
  - Від Карла IX та Марі Туше — гілка Валуа-Ангулем (†1668).
- Старша гілка Бурбонів:
  - Від герцога Шарля І де Бурбона — гілка Бурбон-Бюссе[19].
  - Від герцога Жана II де Бурбона — гілка Бурбон-Лаведан (†початок XVII ст.)
- Бурбон-Вандоми:
  - Від Генріха IV та Габріелли д'Естре — гілка Бурбон-Вандомів (†1727).
  - Від Людовика XIV та мадам Монтеспан — гілки Бурбон-Мен (†1775) та Бурбон-Пентьєвр (†1793).

Також від одного з бастардів Бургундської династії Португалії пішла гілка Авіських герцогів, згодом — королівська династія (1383–1580).